# Ceraclea tarsipunctata
Ceraclea tarsipunctata là một loài Trichoptera trong họ Leptoceridae. Chúng phân bố ở miền Tân bắc.